# Maruthipura, Hosanagara
Maruthipura là một làng thuộc tehsil Hosanagara, huyện Shimoga, bang Karnataka, Ấn Độ.